# Tetrationát

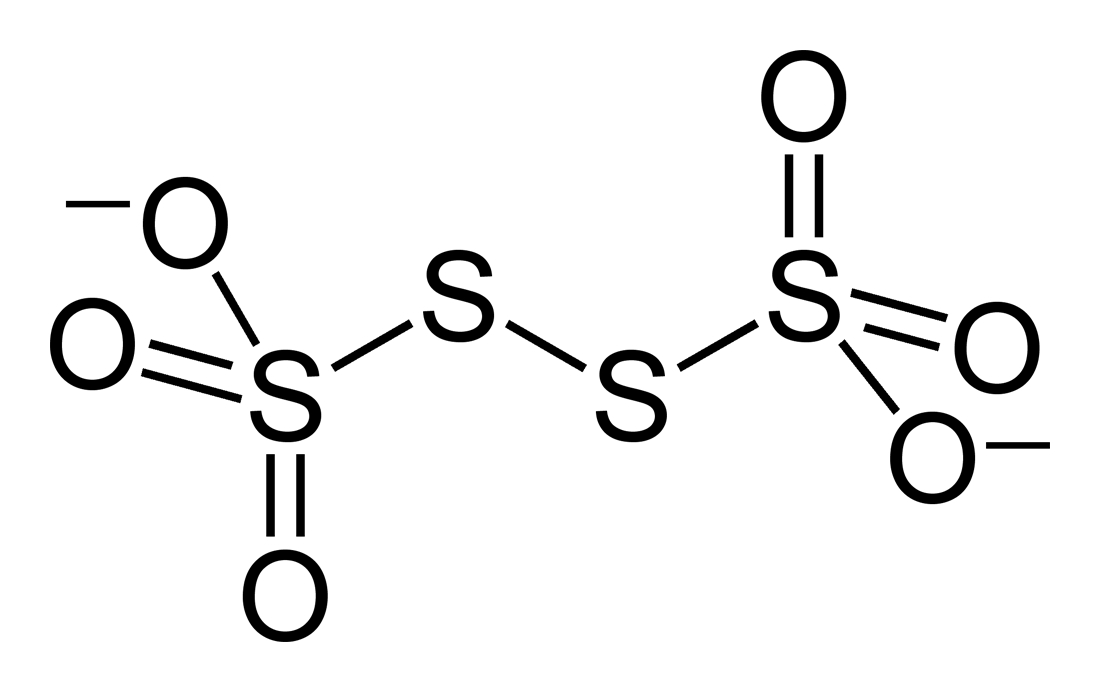
A tetrationát anion szerkezete

A tetrationát anion (S4O2−6) a kén egyik, a tetrationsavból (H2S4O6) származó oxoanionja. Az ionban két kénatom oxidációs száma 0, míg a másik kettőé +5. Az ion úgy is tekinthető, mint a Lewis-bázis diszulfid (S2−2) kén-trioxiddal (SO3) alkotott adduktuma. A tetrationát a politionátok közé tartozik, melyek általános képlete Sn(SO3)2−2.
A tetrationát a tioszulfát (S2O2−3) jóddal (I2) végzett oxidációjának terméke:
2 S2O2−3 + I2 → S4O2−6 + 2 I−

## Szerkezet
A tetrationát szerkezete legjobban úgy ábrázolható, hogy a kén-kén kötések nagyjából egy kocka három élét követik, amint az az alábbi ábrán látható. Ez a szerkezet a tetrationátion BaS4O6·2H2O és Na2S4O6·2H2O vegyületekben felvett elrendeződését mutatja. A diéderes S–S–S kötésszögek közelítőleg 90°-osak, ami gyakori a poliszulfidok esetében.

## Vegyületek
A tetrationát aniont tartalmazó vegyületek közé tartozik a nátrium-tetrationát (Na2S4O6), a kálium-tetrationát (K2S4O6) és a bárium-tetrationát dihidrát (BaS4O6·2H2O).

## Fordítás
- Ez a szócikk részben vagy egészben a Tetrathionate című angol Wikipédia-szócikk ezen változatának fordításán alapul.  Az eredeti cikk szerkesztőit annak laptörténete sorolja fel. Ez a jelzés csupán a megfogalmazás eredetét és a szerzői jogokat jelzi, nem szolgál a cikkben szereplő információk forrásmegjelöléseként.